# Turbinska lokomotiva
Turbinska lokomotiva je vrsta vučnog željezničkog vozila. Ova vrsta lokomotiva za svoj pogon koristi plinsku turbinu.
Prva turbinska lokomotiva izrađena je 1941. u švicarskoj tvornici "Brown, Boweri & Cie" po narudžbi Švicarskih željeznica. Snaga plinske turbine bila je 5900 kW od čega se 4000 kW koristilo za pogon turbo kompresora a ostatak za pogon električnog generatora.

## Princip rada motora
Zrak komprimiran u turbokompresoru (4) odvodi se na predgrijač zraka (2), nakon toga se odvodi u komoru za izgaranje (1) gdje se miješa s gorivom (plin). Nakon izgaranja smjese zraka i goriva (plina) plinovi izgaranja odvode se u plinsku turbinu (3) te okreću plinsku turbinu stvarajući okretni moment. Plinska turbina spojena je s turbokompresorom elastičnom spojkom, a turbokompresor preko reduktora (5) s električnim generatorom (6). Snaga koja je stvorena u plinskoj turbini većim dijelom (2/3) predaje se turbokompresoru a ostatak generatoru koji stvara električnu energiju za pogon vučnih elekromotora.

## Prednosti i nedostatci
Prednosti turbinske lokomotive nad parnom, dizelskom i električnom lokomotivom su:
- razvija se velika snaga po jedinici mase lokomotive
- male dimenzije po jedinici mase lokomotive
- nema potreba za vodom, a količina ulja za podmazivanje je vrlo mala

Nedostatci kod ove lokomotive su ukupna korisnost iznosi do 18%, velika potrošnja goriva po jedinici snage i vrlo jako pogoršanje korisnosti motora pri praznom hodu i djelomičnom opterećenju.
Zbog ovih nedostataka primjena turbinskih lokomotiva može se opravdati samo na vrlo dugim prugama gdje se vuča ostvaruje pod punim opterećenjem turbinskog motora lokomotive. Takve pruge su primjerice u SAD-u (transkontinentalna) i Rusiji (transibirska).
- Plinska lokomotiva u SAD-u
- Francuska lokomotiva